# WSFA Small Press Award
Der WSFA Small Press Award ist ein von der Washington Science Fiction Association (WSFA) jährlich vergebener amerikanischer Literaturpreis, der seit 2007 für in Kleinverlagen erschienene Werke aus dem Bereich der Science-Fiction verliehen wird. Der Umfang der prämierten Werke soll 20.000 Worte nicht überschreiten.

## Liste der Preisträger
- 2021 T. Kingfisher: Metal Like Blood in the Dark
- 2020 Charlotte Honigman: The Partisan and the Witch
- 2019 Virginia M. Mohlere: The Thing in the Walls Wants Your Small Change
- 2018 Suzanne Palmer: The Secret Life of Bots
- 2017 Ursula Vernon: The Tomato Thief
- 2016 Martin L. Shoemaker: Today I Am Paul
- 2015 Ursula Vernon: Jackalope Wives
- 2014 Alex Shvartsman: Explaining Cthulhu to Grandma
- 2013 Ken Liu: Good Hunting
- 2012 Tansy Rayner Roberts: The Patrician
- 2011 Carrie Vaughn: Amaryllis
- 2010 Tansy Rayner Roberts: Siren Beat
- 2009 Greg Siewert: The Absence of Stars: Part 1
- 2008 Tom Doyle: The Wizard of Macatawa
- 2007 Peter S. Beagle: El Regalo